# しゃかりきにフットボール
『しゃかりきにフットボール』（原題:Balls Out）は2014年にアメリカ合衆国で製作されたコメディ映画である。監督はアンドリュー・ディズニー、主演はジェイク・レイシーが務めた。
日本国内において、本作は劇場未公開となったが、ネットフリックスによる配信が行われている。

## 概要
大学卒業を間近に控えたケイレブは将来への不安を募らせていた。そんなある日、彼は唐突に学内のフットボールチーム、パンサーズを再結成しようと思い至った。昔、パンサーズの部員が麻痺が残るほどの重傷を負ったため、大学側がチームの解散を決断したのである。それ以来、ケイレブが通う大学にはフットボールチームが存在しない状態にあった。不安から逃れるように、ケイレブはチームの再結成のための作業に没頭するが、事態はそう簡単にはいかなかった。

## キャスト
- ジェイク・レイシー - ケイレブ・フラー
- ニッキー・リード - メレディス・ダウンズ
- ケイト・マッキノン - ヴィッキー
- ベック・ベネット - ディック・ダウンズ
- ニック・コッヘル - グラント
- ブライアン・マクエルヘイニー - チャンス
- ガブリエル・ルナ - ヴィニー
- ウィル・エリオット - ジョージ
- カーク・C・ジョンソン - エース
- サム・イードソン - ジミー
- ニック・ラザフォード - ハンク
- ジェイ・フェイロー - ダン・アルバート
- DC・パーソン - ビル・コスタス
- マイケル・ホーガン - ミスター・アルブレヒト
- クリント・ハワード - フィリップ
- マイク・マクレイ - 医者

## 製作
本作の脚本はブラッドリー・ジャクソンがテキサス大学の2年生だった頃に書き上げられたものである。ジャクソンの友人たちが大学内のスポーツチームを誇らしげに語る様子を見て、本作のプロットを思いついたのだという。なお、本作の監督にアンドリュー・ディズニーが起用されたのはジャクソンの意向によるものである。ジャクソンとディズニーはKickstarterで本作の製作費を調達した。本作の主要撮影は2013年7月12日からテキサス州オースティンで始まり、8月22日に終了した。

## 公開
2014年4月19日、本作はトライベッカ映画祭でプレミアを迎えた。なお、その際には『Intramural』というタイトルで上映が行われた。5月4日にはモントクレア映画祭での上映が行われた。6月6日にはシアトル国際映画祭で上映され、観客賞を受賞した。その後、メトロ・ゴールドウィン・メイヤーとオライオン・ピクチャーズが本作の全米配給権を購入し、タイトルを『Balls Out』に変更した。

## 評価
『ニューヨーク・タイムズ』のアンディ・ウェブスターは本作のユーモアと俳優陣の演技（特にケイト・マッキノンの演技）を称賛して、「マッキノンは小さいスクリーンには収まり得ないほどの才能を持っていると示してくれた。今ここに、彼女のキャリアはロケットスタートを切ったと言える」と述べている。『スラント・マガジン』のニック・プリゲは「『しゃかりきにフットボール』はスポーツ映画の王道を行く作品なのか、当該ジャンルを風刺した作品なのか判然としない」と述べている。『エンターテイメント・ウィークリー』のカイル・アンダーソンは「通常のスポーツ映画の奇妙な点を笑いに変えている箇所も複数ある。しかし、『しゃかりきにフットボール』は長編映画と言うより、長めのテレビ番組を思わせる作品だ」と評している。